# 千田嘉博
千田 嘉博（せんだ よしひろ、1963年 - ）は、日本の城郭考古学者。博士（文学）（大阪大学・2000年・学位論文：「織豊系城郭の形成」）。名古屋市立大学 高等教育院 教授・なごや学研究センター長、奈良大学 特別教授。元奈良大学 学長。東海大学 人文学部 客員教授。
永青文庫評議員、文化財石垣保存技術協議会評議員、奈良国立博物館評議員。特別史跡名護屋城跡並陣跡保存整備委員会委員、特別史跡熊本城跡文化財修復検討委員会委員、特別史跡名古屋城跡石垣部会委員、史跡上之国館跡整備検討委員会委員、史跡弘前城跡整備指導委員会・本丸石垣修理委員会委員、史跡上田城跡整備専門家会議委員、史跡犬山城跡調査整備委員会委員、史跡松坂城跡整備検討委員会委員長などを務めている。
中世・近世城郭の考古学的研究を行い、日本各地の城の発掘調査・整備の委員を務める。また世界の城と日本の城の比較研究を行っている。「織豊系城郭」を提唱し、城郭を資料として歴史を研究する方法の確立に寄与したとして、2015年に濱田青陵賞を受賞。2016年のNHK大河ドラマ『真田丸』の真田丸城郭考証者。2018年に奈良新聞社から奈良新聞文化賞を受賞。2021年より姫路ふるさと大使を、2024年より会津若松市観光大使、2024年より七尾市の七尾ふるさと大使を務めている。名古屋市立大学 なごや学研究センターに所属し、2024年に、なごや学研究センター長に就任した。

## 経歴
1963年、愛知県豊田市・豊田高専の官舎で生まれ育つが、小学6年の時に名古屋市に転居する。名古屋大学教育学部附属中学校1年生の夏休みに友だちと出かけた旅行中に、駅から遠望した姫路城に感動したのを契機に城ファンになって、中・近世の城跡探険をはじめる。1982年に名古屋大学教育学部附属高等学校を卒業後、奈良大学文学部文化財学科に入学、考古学者の水野正好に師事した。
1986年に同学を卒業して、名古屋市見晴台考古資料館 学芸員。1990年から国立歴史民俗博物館 考古研究部 助手。1995年に文部省在外研究員としてドイツ考古学研究所、イギリス・ヨーク大学に留学。2000年5月「織豊系城郭の形成」の研究で大阪大学より博士（文学）の学位を取得。
2001年、国立歴史民俗博物館 考古研究部 助教授。2005年奈良大学 文学部 文化財学科 准教授、2009年から奈良大学 文化財学科 教授。2012年8月－2013年8月ドイツ・テュービンゲン大学および、ドイツ・フランクフルト大学の客員教授を勤める。2014年から2016年まで奈良大学長を務め、2015年に第28回濱田青陵賞を受賞。2021年3月に姫路市・姫路観光コンベンションビューローより姫路ふるさと大使の任命を受けた。

2023年9月から名古屋市立大学 高等教育院 教授（教養科目「近世名古屋の歴史」担当）・奈良大学 特別教授（なお、2024年に奈良大学から名誉教授の称号も授与された）。2024年4月から名古屋市立大学 なごや学研究センター長に就任した。2025年4月より東海大学 人文学部 客員教授も務める。
2023年に愛知県警察豊田警察署の一日警察署長を務め、2024年に愛知県警察中警察署の一日警察署長を務めた。2024年7月に会津若松市・会津若松観光ビューローより会津若松観光大使に任命され、2024年10月に七尾市より七尾ふるさと大使に任命された。

## 研究活動・研究内容
- 日本各地と、ヨーロッパ、中国、ロシア、モンゴル、ニュージーランドなど世界の城を踏査し2,000ヶ所を超える[7]。日本の本土だけではない沖縄・北海道など各地の城や、世界の城との発達の共通性や法則性を世界的な視野で検証し、城から歴史を考える比較城郭考古学を提唱している[8]。
- 特別史跡熊本城跡文化財修復委員や特別史跡名古屋城跡の石垣部会委員、史跡佐賀県肥前名護屋城跡・陣跡、史跡三重県松坂城跡、史跡長野県松代城跡、史跡愛知県犬山城跡・長篠城跡、史跡北海道館城跡で、調査と整備・活用の委員を務める[5]。他に、史跡長崎県原城跡、史跡石川県金沢城跡・七尾城跡、史跡福井県白山平泉寺跡、史跡三重県松坂城跡、史跡長野県上田城跡、史跡青森県弘前城跡をはじめとして、各地の城跡の調査や整備の委員を務めてきた。
- 1986年に奈良大学文学部文化財学科へ提出した卒業論文「織豊系城郭の構造」（『史林』第70巻第2号、1987年に掲載）で、織田信長・豊臣秀吉・徳川家康の城を規範に家臣たちが共有し、近世城郭のもとになった城郭プランを「織豊系城郭」として理解することを提唱し、並立的構造を基本にした戦国期城郭が、織豊系城郭の広がりとともに本丸を頂点とした求心的構造をもつ近世城郭に変化したのを理論的に明らかにした。この研究によって戦国期城郭と近世城郭を一貫して捉えて、城から歴史を究明する新しい研究方法が確立した。
- 2015年に「わが国における城郭の考古学的研究を新たに開拓しその確立と発展に寄与した」ことにより、岸和田市と朝日新聞社から第28回濱田青陵賞を授与された[9]。
- 2016年のNHK大河ドラマ『真田丸』では真田丸などの復元考証を行う真田丸城郭考証を務めた[5]。
- 2017年に『歴史秘話ヒストリア』『趣味どきっ・お城へ行こう!』などに出演し、城郭に関する知識と最新の知見をわかりやすく解説し、番組の品質向上などに貢献したことにより、日本放送協会大阪放送局長より感謝状を贈られた[10]。
- 2018年に奈良新聞社から奈良新聞文化賞を受賞し、熊本県宇土市から市政施行60周年記念の、教育文化部門の市政功労表彰を受けた[11]。

## 人物
- 奈良大学時代には城郭研究会に所属し、雅楽研究会の創設者のひとり。

## 著書
- 『城館調査ハンドブック』新人物往来社、小島道裕・前川要と共著、1993年
- 『織豊系城郭の形成』東京大学出版会、2000年
- 『戦国の城を歩く』ちくまプリマーブックス・筑摩書房、2003年 のち、ちくま学芸文庫として一部改訂、2009年
- 『信長の城』岩波新書、2013年
- 『真田丸の謎 戦国時代を「城」で読み解く』NHK出版新書、2015年
- 『真田信繁「勝利」への条件』三笠書房 、2015年
- 『お城へ行こう!』NHKテレビテキスト・趣味どきっ!、NHK出版 、2016年
- 『江戸始図でわかった「江戸城」の真実』宝島社新書、森岡知範と共著、宝島社 、2017年
- 『城郭考古学の冒険』幻冬舎新書、幻冬舎、2021年
- 『歴史を読み解く城歩き』朝日新書、朝日新聞出版、2022年
- 『千田嘉博と春風亭昇太が攻める最強の山城 関東編』PHP研究所、春風亭昇太と共著、2023年
- 『戦国時代を変えた合戦と城−桶狭間合戦から大坂の陣まで−』朝日新書、朝日新聞出版、平山優氏と共著、2024年
- 『名古屋のルーツを探るなごや学』名市大ブックス第20巻、名古屋市立大学編、中日新聞社、共著、2025年

## 編著・監修
- 『空から見た日本の城 大判航空写真でさぐる城の構造−西日本編・東日本編』別冊歴史読本（編著）新人物往来社、1998年
- 『最新研究日本の城・世界の城』別冊歴史読本（編著）新人物往来社、1999年
- 『天下統一と城』国立歴史民俗博物館 企画展 展示図録（編著）読売新聞社、2000年
- 『図説正保城絵図』別冊歴史読本（編著）新人物往来社、2001年
- 『天下統一と城』歴博フォーラム（国立歴史民俗博物館）小島道裕共編著、塙書房、2002年
- 『戦国の終焉−よみがえる天正の世のいくさびと−』（監修）六一書房、2004年
- 『日本海域歴史大系』第4巻・近世編I、小林昌二監修、長谷川成一共編、清文堂出版、2005年
- 『能登七尾城・加賀金沢城−中世の城・まち・むら』矢田俊文共編、新人物往来社、2006年
- 『原城と島原の乱 有馬の城・外交・祈り』長崎県南島原市監修、 服部英雄、宮武正登共編、新人物往来社、2008年
- 『図説 日本100名城の歩き方』小和田哲男共著、ふくろうの本、河出書房新社、2010年
- 『都市と城館の中世−学融合研究の試み』矢田俊文共編、高志書院、2010年
- 『体感・実感! にっぽんの名城』（編著）日本放送出版協会、2011年
- 『天下人の城−信長から秀吉・家康へ−』（編著）、風媒社、2012年
- 『知れば知るほど面白い日本の城』（監修）PHP文庫、2012年
- 『世界の城塞都市』（監修）、開発社、2014年
- 『城から見た信長』下坂守、河内将芳、土平博共著、ナカニシヤ出版・奈良大ブックレット、2015年
- 『日本の城事典』（監修）、ナツメ社、2017年
- 『石垣の名城』（編著）、講談社、2018年
- 『一生に一度は行きたい日本の名城100選』（監修）、宝島社、2018年
- 『地図で旅する！日本の名城』（監修）、JTBパブリッシング、2020年
- 『考古学から探る日本の城郭』（監修）、宝島社、2021年
- 『名城を訪ねる旅 東日本編』（監修）、講談社、2021年

## 社会的な活動
- NHK教育テレビ 直伝 和の極意「体感・実感! にっぽんの名城」講師、2011年1月〜3月
- NHK ラジオ第１ ラジオ深夜便 大人の旅ガイド（第3木曜日）「お城めぐり」講師、2011年4月〜2012年3月
- NHK Eテレ 趣味どきっ! 火曜日「お城へ行こう!〜名将の素顔をお城が“語る”〜」講師、2016年2月〜2016年3月
- NHK Eテレ 趣味どきっ! 水曜日「お城へ行こう!〜名将の素顔をお城が“語る”〜」講師、アンコール放送、2016年10月〜2016年11月
- NHK BSプレミアム「英雄たちの選択」、2016年〜
- NHK 総合　「日本最強の城スペシャル」お城博士、2018年〜
- NHK BSプレミアム・BS4K 「絶対に行きたくなる！ニッポン不滅の名城」お城マスター、2019年〜
- 関西テレビ 「所JAPAN」、2019年〜
- NHK 総合　大阪拠点放送局制作「ぐるっと関西お昼前」お城歩きを楽しもう！、2020年〜
- NHK ラジオ第１ 大阪拠点放送局制作「関西ラジオワイド」関西街角発見、2020年〜
- NHK 総合「歴史探偵」、2020年〜
- TBS 「日立 世界・ふしぎ発見!」、2020年〜2024年
- 『日本経済新聞』夕刊「あすへの話題」執筆者、2016年7月−12月
- 『医師協Times』、「千田教授・城の旅」連載、大阪府医師協同組合、2017年4月〜
- 『産経新聞』朝刊、「お城探偵」連載、2017年7月〜
- 『朝日新聞』朝刊、「千田先生のお城探訪」連載、2019年10月〜
- 各地の自治体の城館発掘調査・整備、文化財保護、自治体史の編纂に委員として参画。日本100名城、続日本100名城選定委員。
- 大阪市 大坂城豊臣石垣公開プロジェクト「太閤なにわの夢募金」サポーター（2025年8月まで）